# Terningspil
Terningspil er spil som bruger eller indeholder en terning som det eneste eller som et centrale element. Terninger indgår også i mange brætspil, blandt andet Ludo, Backgammon, Matador og Trivial Pursuit.
Herodot (5. århundrede f.Kr.) beretter således, at etruskerne kom fra Lydien (i moderne vestlige Tyrkiet):
"Da Atys, søn af Manes, var konge, udbrød der stor hungersnød i hele Lydien. En tid lang holdt lyderne tålmodigt ud, men da den ikke holdt op, søgte de efter midler til at hjælpe på den, og man fandt både på det ene og det andet. Det var den lejlighed, at både de forskellige terningspil og boldspillet og alle de andre former for spil blev opfundet, med undtagelse af brætspillet; dét gør lyderne ikke krav på at have opfundet. Disse opfindelser anvendte de mod sulten på følgende måde.

## Terningspil
- Balut
- Yatzy
- Tænkeboks
- Meyer
- Fra 1 til 100
- Syveren
- Elleve
- 30
- 10.000
- Trumf
- Bar røv
- Bordtennis
- Den endeløse landevej
- Store og små
- Pakkespil
- Drukspil